# Cultura de San Francisco
La Cultura de San Francisco o Complex Agroterrisser de San Francisco és la més antiga manifestació d'assentaments de grups agroterrissers del Nord-oest argentí. Es va desenvolupar entre l'any 600 aC. fins al començament de la nostra era a les valls orientals de la província de Jujuy, el que correspon políticament en l'actualitat als departaments San Pedro, Ledesma i Santa Bàrbara i part dels del Carmen, San Antonio, Palpalá i Doctor Manuel Belgrano.
El lloc de Moralito és el que ofereix la col·lecció més completa d'aquesta manifestació cultural. Aquest jaciment arqueològic està situat a 2 km de la localitat d'Arrayanal, departament de San Pedro, a 550 msnm.
Van sobresortir en la ceràmica decorada amb rostres humans i representacions d'animals. En pedra, van fer morters, destrals polides i puntes de projectil. La terrisseria es pot classificar en dos grans grups: 
- Arroyo del Medio: de color gris o negre, decorada amb línies i punts incisos realitzats per mitjà d'objectes punxants que deixaven la seva empremta en solcar la superfície dels atuells.[1]
- El Infante: es mostra gruixuda, tosca, de color taronja; amb ella van fabricar grans atuells i urnes funeràries a les quals van adossar figures zoomorfes i antropomorfes.[2]

Practicaven la caça i conreaven blat de moro, fesols, carabassó i quinoa.